# Calenzano (San Miniato)
Calenzano è una località del comune di San Miniato, in provincia di Pisa, Toscana.

## Storia
Il borgo di Calenzano nacque in epoca alto-medievale e si sviluppò come nucleo castellano con chiesa parrocchiale, come lo si trova citato per la prima volta in una bolla di Celestino III del 1194. La chiesa di Calenzano era allora intitolata a Santa Maria ed era compresa nel piviere di San Genesio. Insieme alla località, la chiesa risulta documentata anche nell'estimo della diocesi di Lucca del 1260.
Con l'abbandono del borgo, Calenzano si sviluppò come località agricola della campagna samminiatese. Nel 1551 sono censiti a Calenzano 262 abitanti, poi scesi a 117 nel 1745 e di poco aumentati a 213 nel 1833. La località era inserita fino al 1961 nella frazione di Canneto, prima del totale abbandono di quest'ultimo luogo.

## Monumenti e luoghi d'interesse

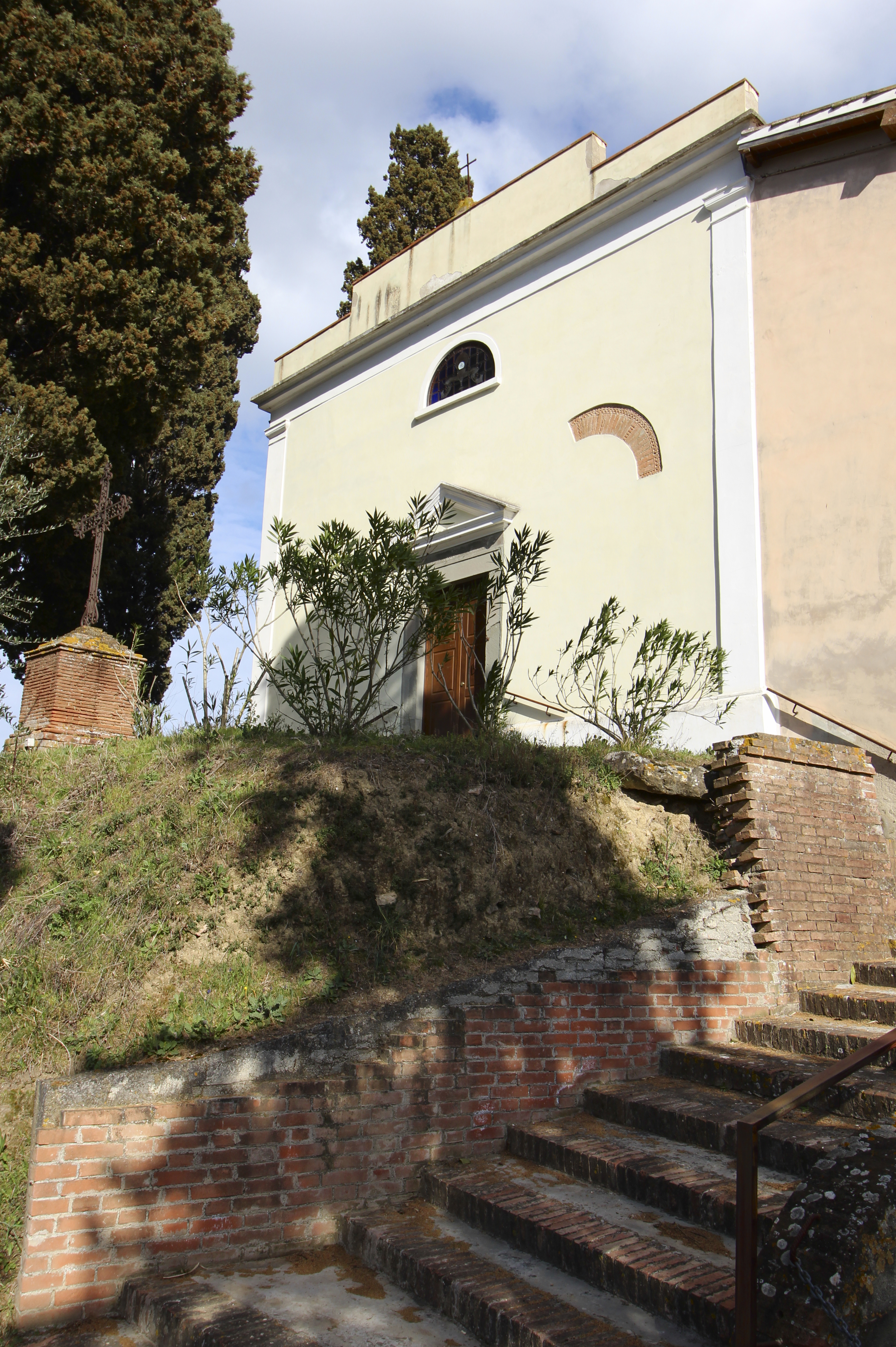
La chiesa di Santa Lucia

Al centro del nucleo storico di Calenzano si trova la chiesa parrocchiale di Santa Lucia, che ha sostituito in età moderna l'antica chiesa di Santa Maria risalente al Medioevo. Nei pressi della chiesa sorge anche il cimitero comunale a servizio della località.
Poco distante, in direzione di San Miniato, si trovano il convento e la chiesa dei Cappuccini, costruiti fra il 1609 e il 1615 per ottemperare a un voto privato fatto dal cavaliere fiorentino Cosimo Ridolfi. L'edificio di culto si presenta di pregevole fattura architettonica e con opere pittoriche barocche conservate all'interno.

## Geografia antropica
La località di Calenzano è composta da due nuclei rurali, definiti Calenzano I (155 m s.l.m., 14 abitanti) e Calenzano II (164 m s.l.m., 38 abitanti), e dalle borgate di Le Colonne (48 m s.l.m., 31 ab.) e Cappuccini. Il territorio parrocchiale comprende questi nuclei insieme più alcune case sparse.